# Uschi Unsinn
Uschi Unsinn, bürgerlich Uwe Scherzer (* 30. September 1967 in Bad Windsheim; † 13. Februar 2022 in Nürnberg), war eine deutsche LGBT-Aktivistin, Polit-Dragqueen und Kommunalpolitikerin.

## Leben und Wirken
Uschi Unsinn, geboren als Uwe Scherzer, wuchs mit drei älteren Geschwistern in einer christlich geprägten Familie auf. Er absolvierte zunächst eine Ausbildung zum Einzelhandelskaufmann. Seinem Glauben folgend, wollte er ursprünglich Diakon werden und besuchte ab 1986 die Diakonenschule der Rummelsberger Diakonie. Für ein Vorpraktikum ging Scherzer nach Ansbach, wo er erstmals in Kontakt mit homosexuellen Männern kam, sich zu seiner eigenen Homosexualität bekannte und in der Folgezeit aufgrund seines Outings seine Berufsausbildung aufgeben musste. Scherzer arbeitete dann zunächst in einem Nürnberger Schwulenlokal.
Ende der 1980er Jahre unternahm er erste Versuche als Travestiekünstler. Anfang der 1990er Jahre erfolgten seine ersten Auftritte unter dem Pseudonym „Uschi Unsinn“. 1994 hatte er Auftritte gemeinsam mit der Crazy Girls Show Company. 1997 wurde „Uschi Unsinn“ festes Ensemblemitglied des Magic Travestie Cabaret in Fürth. Ihr erstes Soloprogramm im Jahr 1999 hieß: „Ich bin keine Frau, ich bin ein Fräulein“. 2002 folgte ihr Soloprogramm „A bissla ratsch’n“.
Ab 2003 trat Uschi Unsinn als Moderatorin bei schwul-lesbischen Veranstaltungen und Events auf, u. a. bei der bundesweiten Gaychat-Partytour und der Gaychat24-Singlepartytour. 2005 organisierte sie das Christopher Street Day (CSD)-Straßenfest in Nürnberg und gehörte 2006 zu den Mit-Initiatoren der CSD-Parade in Nürnberg. Von 2006 bis 2009 plante und moderierte sie die QueerDance-Veranstaltungen, u. a. in Ingolstadt, Regensburg, Passau, Bayreuth und Aachen. 2014 war sie Mitgründerin des unter ihrer Federführung entstandenen „Bündnisses gegen Trans- und Homophobie in der Region Nürnberg“. Von Frühjahr 2016 bis Ende Mai 2017 war sie Hauptverantwortliche des von Kasha Jacqueline Nabagesera, der Preisträgerin des Internationalen Nürnberger Menschenrechtspreises 2013, initiierten Projektes Kasha for Kenya, das zum Ziel hat, die Lebensqualität queerer Flüchtlinge aus Afrika, die in Kenia gestrandet sind, nachhaltig zu verbessern. Ab 2019 war Uschi Unsinn Ehrenmitglied des Fördervereins des CSD Nürnberg. Sie engagierte sich auch über 15 Jahre in der „Aidshilfe Nürnberg Erlangen Fürth“. 
Seit 2013 war Scherzer alias „Uschi Unsinn“ als Rundfunkmoderator beim Bürgerradio Radio Z in Nürnberg tätig, wo er wöchentlich das queere Magazin Radio-Gays moderierte. Von März 2020 war er bis zu seinem Tod für die Fraktion Bündnis 90/Die Grünen Mitglied im Nürnberger Stadtrat, u. a. unter anderem als queerpolitischer Sprecher der Fraktion. 2021 führte die Stadt Nürnberg auf Scherzers Antrag im Nürnberger Stadtrat einen geschützten queeren Badetag für trans- und intergeschlechtliche Menschen ein.
Uschi Unsinn setzte sich über 30 Jahre für die Rechte von schwulen, lesbischen, bisexuellen, transsexuellen und queeren Personen ein. Sie engagierte sich regelmäßig auch gegen Rechtsextremismus und Rassismus und setzte sich für Minderheitenrechte ein. In kirchlichen Kreisen galt Scherzer als „Brückenbauer“ und „Bindeglied“ zwischen der Evangelisch-Lutherischen Kirche in Bayern und der LGBTQI-Community. 2020 war er Mitveranstalter der in der Nürnberger Egidienkirche gezeigten Ausstellung „Schwules Leiden im KZ Flossenbürg“. 2021 präsentierte Scherzer in einer weiteren Ausstellung in der Egidienkirche Porträts transidenter Menschen.
2020 gehörte Uschi Unsinn mit ihrem Motto „Sichtbarkeit schafft Sicherheit“ zu den queeren Persönlichkeiten, die im Rahmen der Ausstellung Make your town queer! in der Stadtbibliothek Erlangen präsentiert wurden. Ihren letzten öffentlichen Auftritt hatte Uschi Unsinn Ende Januar 2022 an der Seite von Ilse Aigner (Präsidentin des Bayerischen Landtags) und Karl Freller (Vizepräsident des Bayerischen Landtags) beim Gedenkakt zur Einweihung des Denkmals für homosexuelle Opfer des Nationalsozialismus in der KZ-Gedenkstätte Flossenbürg, für das sie sich engagiert hatte.
Uschi Unsinns Engagement wurde in Kondolenzbotschaften und Nachrufen auch überregional gewürdigt. Neben Ilse Aigner und Karl Freller meldeten sich u. a. die Bundestagsabgeordnete Tessa Ganserer, der Nürnberger Oberbürgermeister Marcus König und Alexander Irmisch, der stellvertretende Bundesvorsitzende der SPDqueer, zu Wort. Zu Ehren von Uschi Unsinn wurde am Nürnberger Rathaus eine dreitägige Trauerbeflaggung veranlasst und ein Kondolenzbuch ausgelegt.
Scherzer starb in den späten Abendstunden des 13. Februar 2022 im Alter von 54 Jahren. Die öffentliche Trauerfeier fand am 19. Februar 2022 in der Christuskirche in der Nürnberger Südstadt statt. Seine Beisetzung erfolgte unter Teilnahme von über 400 Trauergästen auf dem Nürnberger Südfriedhof. Radio Z widmete Scherzer im März 2022 eine dreistündige Gedenksendung.